# Ida Agerström
Ida Josefina Agerström, född 25 april 1894 i Göteborg, död där 4 februari 1975, var en svensk författare, sångerska och sång- och danspedagog. 1934 gav Agerström ut romanen Klamparegatan sextitre, som skildrar hennes uppväxt i Masthugget, Göteborg. Hon pratade ofta om Göteborgs historia och sina minnen i Sveriges Radio. Hon deltog också under storstrejken i Sverige 1909, och lämnade efter strejken Sverige under några år för att verka som sångerska i Tyskland.